# 陽岳寺
陽岳寺（ようがくじ）は、東京都江東区にある臨済宗妙心寺派の寺院。

## 概要
1637年（寛永14年）、向井忠勝の開基である。江東区内で「東京都旧跡」に指定されている文化財が11点あるが、その内の4点が当寺にある。
1923年（大正12年）の関東大震災で、建物や寺宝の多くを失っている。現在の本尊は、同宗派大本山の妙心寺にあった塔頭実相院（現在は廃寺）にあったものである。

## 墓所
これらはいずれも東京都旧跡に指定されている。
向井忠勝（開基、御船手奉行）
忠勝の子孫は代々幕府の海事官僚を歴任している。
伏見義民
伏見奉行小堀政方の悪政を幕府に直訴した文珠九助、丸屋久兵衛、麹屋伝兵衛の3人の墓である。
英信勝（画家）
英一蝶の長男で「二代目英一蝶」を名乗った。一蝶の三宅島流刑時代に産ませた子である。
観嵩月（画家）
英派の画家で高嵩谷の弟子である。

## お寺ボードゲーム
現在の住職が2015年より、「檀家-DANKA-」「盆暮れ正月両彼岸」など仏教関係のボードゲームを製作し、普及に努めている。

## 交通アクセス
- 門前仲町駅より徒歩5分